# Аді Йона
Аді Менахем Йона (івр. עדי מנחם יונה, нар. 17 квітня 2004, Єрусалим) — ізраїльський футболіст, півзахисник клубу «Бейтар» (Єрусалим).
Виступав за молодіжну збірну Ізраїлю.

## Клубна кар'єра
Народився 17 квітня 2004 року в Єрусалимі. Вихованець футбольної школи місцевого «Бейтара». Дорослу футбольну кар'єру розпочав 2021 року в основній команді того ж клубу.

## Виступи за збірні
2021 року дебютував у складі юнацької збірної Ізраїлю (U-18), загалом на юнацькому рівні взяв участь в 11 іграх.
З 2023 року залучається до складу молодіжної збірної Ізраїлю. На молодіжному рівні зіграв у 3 офіційних матчах, забив 1 гол.
2024 року був включений до заявки олімпійської збірної Ізраїлю для участі у футбольному турнірі на тогорічних Олімпійських іграх у Парижі.

## Статистика виступів

### Статистика клубних виступів
Станом на 21 липня 2024
| Сезон             | Команда             | Чемпіонат         | Чемпіонат | Чемпіонат | Національний кубок | Національний кубок | Національний кубок | Континентальні кубки | Континентальні кубки | Континентальні кубки | Інші змагання | Інші змагання | Інші змагання | Усього | Усього | Усього |
| Сезон             | Команда             | Ліга              | Ігор      | Голів     | Ліга               | Ігор               | Голів              | Ліга                 | Ігор                 | Голів                | Ліга          | Ігор          | Голів         | Ігор   | Голів  |        |
| ----------------- | ------------------- | ----------------- | --------- | --------- | ------------------ | ------------------ | ------------------ | -------------------- | -------------------- | -------------------- | ------------- | ------------- | ------------- | ------ | ------ | ------ |
| 2021–22           | «Бейтар» (Єрусалим) | ЧІ                | 1         | 0         | КІ+КТ              | 1+0                | 0                  |                      | -                    | -                    |               | -             | -             | 2      | 0      |        |
| 2022–23           | «Бейтар» (Єрусалим) | ЧІ                | 24        | 1         | КІ+КТ              | 5+4                | 0                  |                      | -                    | -                    |               | -             | -             | 33     | 1      |        |
| 2023–24           | «Бейтар» (Єрусалим) | ЧІ                | 31        | 6         | КІ+КТ              | 1+1                | 0                  | ЛЧ                   | 2                    | 0                    | СКІ           | 1             | 0             | 36     | 6      |        |
| Усього за кар'єру | Усього за кар'єру   | Усього за кар'єру | 56        | 7         |                    | 12                 | 0                  |                      | 2                    | 0                    |               | 1             | 0             | 71     | 7      |        |

## Титули і досягнення
- Володар Кубка Ізраїлю (1):

«Бейтар» (Єрусалим): 2022-23